# Anomis luperca
Anomis luperca is een vlinder uit de familie spinneruilen (Erebidae). De wetenschappelijke naam is voor het eerst geldig gepubliceerd in 1883 door Möschler.
De soort komt voor in tropisch Afrika.